# Balázs Molnár
Balázs Molnár (Zalaegerszeg, 1º agosto 1977) è un ex calciatore ungherese, di ruolo centrocampista.